# Şeyhli, Taşova
Şeyhli là một xã thuộc huyện Taşova, tỉnh Amasya, Thổ Nhĩ Kỳ. Dân số thời điểm năm 2010 là 298 người.